# زردی نوزادان
زردی نوزادان (به انگلیسی: Neonatal jaundice) یا هایپربیلی‌روبینمی نوزادی یا ایکتر نوزادی به معنی زرد شدن رنگ پوست نوزادان است. تمام نوزادانی که به دنیا می‌آیند، دچار درجاتی از بالا رفتن سطح بیلی‌روبین خون می‌شوند (یعنی بیش از ۲ میلی‌گرم بر دسی‌لیتر)، اما تنها نیمی از نوزادان ترم زردی قابل‌مشاهده پیدا می‌کنند که در سطح بالای ۵ میلی‌گرم بر دسی‌لیتر قابل مشاهده است (در بزرگسالان وقتی بیلی‌روبین به ۲ میلی‌گرم بر دسی‌لیتر می‌رسد، زردی آشکار می‌گردد). نوزاد ترم در پزشکی به نوزادانی گفته می‌شود که ۳۷ هفته یا بیشتر را در رحم مادر گذرانده باشند. حدود نیمی از نوزادان، دچار زردی هستند و این رقم در نوزادان زودرس به ۸۰ درصد می‌رسد.
دو دستهٔ اصلی از زردی در نوزادان وجود دارد که هیپربیلی‌روبینمی غیرمستقیم و هیپربیلی‌روبینمی مستقیم نامیده می‌شوند. از دلایل بالا رفتن بیلی‌روبین غیرمستقیم، می‌توان به زردی فیزیولوژیک، سندرم کریگلر نجار، سندرم ژیلبرت، زردی شیر مادر، ناسازگاری گروه خونی ABO و Rh و فاویسم اشاره نمود. عفونت، کلستاز یا آسیب سلول‌های کبدی ممکن است هیپربیلی‌روبینمی کونژوگه (مستقیم) ایجاد کند که سمیت عصبی ندارد، اما از نظر راهنمایی به وجود بیماری زمینه‌ای مهم است. سپسیس نوزادی، بیماری‌های متابولیک نوزادان (مثلاً گالاکتوزمی یا تیروزینمی)، نقص آنتی‌تریپسین آلفا-۱ و سندرم آلاژیل نمونه‌هایی از بیماری‌هایی هستند که ایجاد هیپربیلی‌روبینمی مستقیم می‌کنند.
بالا رفتن هیپربیلی‌روبینمی غیرمستقیم (غیر کونژوگه) برای مغز، سمی و آسیب‌زاست و امکان دارد به کرن‌ایکتروس منجر شود که آسیبی ماندگار و شدید به دستگاه عصبی نوزاد است. برای درمان هیپربیلی‌روبینمی غیرمستقیم ممکن است نیاز به درمان‌هایی همچون فوتوتراپی یا تعویض خون وجود داشته باشد.

## تعریف
واژهٔ زردی نوزادان از دو قسمت «زردی»، به معنی تغییر رنگ پوست یا مخاط‌ها به رنگ زرد و «نوزاد» به معنی کودک تازه متولد شده تا ۲۸ روز اول زندگی، تشکیل یافته‌است. اصطلاح ایکتر نوزادی؛ از لغت یونانی ίκτερος بهره برده که ایکتروس به معنی زردی است. هیپربیلی‌روبینمی نوزادی روی جنبهٔ آزمایشگاهی چنین اختلالی تأکید می‌کند یعنی بالا بودن بیلی‌روبین خون؛ که در بزرگسالان میزان طبیعی بیلی‌روبین خون ۱٫۲ میلی‌گرم بر دسی‌لیتر است و هر میزانی بالای ۲٫۵ باعث زردی مشهود بالینی خواهد شد. اما در نوزادان این میزان با بزرگسالان متفاوت است و زردی بالینی تنها در سطح بالای ۵ میلی‌گرم بر دسی‌لیتر قابل مشاهده است. زردی طول کشیده، به مواردی گفته می‌شود که بر خلاف زردی نوزادان سالم (مثلاً زردی فیزیولوژیک یا زردی شیرمادر)، بیش از دو هفته در نوزادان ترم (۳۷ هفته و بالاتر) یا بیش از سه هفته در نوزادان زودرس (زیر ۳۷ هفته) طول بکشد.

## تشخیص افتراقی

### بالا رفتن بیلی‌روبین غیر کونژوگه
بیلی‌روبین غیر کونژوگه به‌دلیل آن‌که در آب حل نمی‌شود، دفع دشواری دارد. از جفت و سد مغزی نخاعی عبور می‌کند. هر یک گرم هموگلوبین، ۳۵ میلی‌گرم بیلی‌روبین تولید می‌کند. بیلی‌روبین غیر کونژوگه به آلبومین می‌چسبد که این چسبیدن مانع رسوب آن در مغز است. به‌طور طبیعی بیلی‌روبین غیر کونژوگه پس از جدا شدن از آلبومین باید به لیگاندین در سلول‌های کبدی بچسبد تا کونژوگه شده و در آب (یعنی ادرار یا صفرا) حل و دفع شود.
همولیز نوزادی یکی از علل معمول زردی نوزادان محسوب می‌شود، البته ممکن است نوزاد در ظاهر، علامتی دال بر همولیز نداشته باشد، اما به‌علت پا نگرفتن سازوکار دفعی بیلی‌روبین، باز هم دچار زردی بشود.
|          | همراه با همولیز | بدون همولیز |
| -------- | --- | --- |
| فراوان‌تر | - ناسازگاری گروه خون مثل ABO, Rh، کل و دافی - سپتیسمی - عفونت نوزادی                                                                               | - زردی فیزیولوژیک - زردی شیر مادر - خون‌ریزی داخلی - پلی سیتمی - نوزاد مادر مبتلا به دیابت                                                            |
| نایاب‌تر  | - مشکل آنزیمی گلبول‌های قرمز مثل کمبود G6PD و پیرووات کیناز - مشکل غشایی گلبول‌های قرمز مثل اسفروسیتوز یا اووالوسیتوز - هموگلوبینوپاتی‌ها مثل تالاسمی | - کمبود آنزیم گلوکورونیل ترانسفراز مثل نشانگان کریگلر نجار - تنگی هیپرتروفیک پیلور - کم‌کاری تیروئید نوزادی - ترمبوسیتوپنی ایمونولوژیک - سندرم ژیلبرت |

### بالارفتن بیلی‌روبین کونژوگه
بیلی‌روبین کونژوگه برای مغز سمیت ندارد، اما بالارفتن این نوع بیلی‌روبین خبر از وجود یک بیماری مهم در کبد نوزاد یا مجرای صفراوی او می‌دهد. هرگاه میزان بیلی‌روبین مستقیم بالای ۲ میلی‌گرم بر دسی‌لیتر یا بیش از ۲۰٪ بیلی‌روبین کل باشد، بیلی‌روبینمی مستقیم (کونژوگه) محسوب می‌شود. معمولاً زردیی که به‌علت بیلی‌روبین کونژوگه باشد، پس از هفتهٔ دوم زندگی بروز می‌کند. والدین نوزاد باید دقت کنند که اگر نوزادی مدفوع کم‌رنگ شبیه گچ دفع کند، نشانهٔ مهمی از زردی انسدادی (با بیلی‌روبین کونژوگه) است. هنگامی که با این نوع بیلی‌روبینمی روبرو می‌شویم حتماً باید وجود سپسیس نوزادی را مد نظر داشته باشیم. در درمان بیلی‌روبینمی مستقیم، نه نوردرمانی و نه تعویض خون هیچ کاربردی ندارند. در صورتی که نوزاد دچار کلستاز (که هیپربیلی‌روبینمی کونژوگه می‌دهد) مورد فوتوتراپی نوزادان قرار گیرد، ممکن است که سندرم نادر نوزاد برنزه بروز کند که در آن پوست، سرم و ادرار نوزاد رنگ خاکستری - قهوه‌ای تیره‌ای پیدا می‌کنند.
| شایع | ناشایع |
| --- | --- |
| - کلستاز به‌علت تغذیهٔ وریدی - عفونت سیتومگالوویروس - دیگر عفونت‌های داخل رحمی (سندرم TORCH) - سفت شدن صفرا به‌علت همولیز طولانی - هپاتیت نوزادی - سپسیس نوزادی | - آنفارکتوس کبد نوزاد - بیماری‌های متابولیک نوزادان (مثل گالاکتوزمی و تیروزینمی) - فیبروز سیستیک - آترزی صفراوی - کیست کلدوک - نقص آنتی‌تریپسین آلفا-۱ - هپاتیت بی نوزادی - سندرم آلاژیل - بیماری بایلر |

### زردی طول کشیده
زردی در نوزادانی که بیماریی ندارند نباید بیش از دو هفته در نوزادان ترم(۳۷ هفته و بالاتر) یا بیش از سه هفته در نوزادان زودرس (زیر ۳۷ هفته) طول بکشد. در صورتی که با چنین مواردی روبرو شویم، حتماً باید پوشک نوزاد را بررسی کنیم تا اگر مدفوع حالت گچی (بی‌رنگ) داشت یا ادرار پررنگ شده بود و به پوشک رنگ می‌داد، دنبال زردی‌های خطرناک‌تر انسدادی برویم. در زردی طول کشیده باید حتماً میزان بیلی‌روبین کونژوگه اندازه گرفته شود. CBC از نظر بررسی همولیز لازم است. گروه خونی مادر و نوزاد باید تعیین شود و تست کومبس مستقیم از نوزاد گرفته شود، در مورد تزریق روگام هم باید از مادر پرسش انجام گیرد. بررسی بیماری‌های متابولیک نوزادان (با توجه ویژه به کم‌کاری تیروئید) از اصول تشخیصی زردی طول کشیدهٔ نوزادان است. میزان آستانهٔ بیلی‌روبین کونژوگه برای انجام اقدامات بالا ۲۵ میکرومول بر لیتر (حدوداً ۲ میلی‌گرم بر دسی‌لیتر) است.

## مکانیسم ایجاد
این‌که بالا بودن بیلی‌روبین در نوزادان به صورت بارز بر خلاف زردی بزرگسالان باعث آسیب به دستگاه عصبی می‌شود، مربوط به عدم تکامل کامل سد خونی مغزی نوزادان می‌باشد. پاک بودن روده نوزاد از باکتری‌هایی که در افراد بزرگتر بیلی‌روبین کونژوگه دفع شده در روده را می‌شکنند و دفع آن را تسهیل می‌کنند هم یکی از عوامل کمک‌کننده است، زیرا که اگر بیلی‌روبین دفع شده در مدفوع به صورت کونژوگه (محلول در آب) باقی بماند، از راه چرخه روده‌ای - کبدی (انتروهپاتیک) بازجذب می‌شود، یعنی آنزیم بتاگلوکورونیداز در روده، بیلی‌روبین کونژوگه شده را دوباره تبدیل به غیر کونژوگه می‌کند که از دیوارهٔ روده جذب می‌شود و سطح بیلی‌روبین غیر کونژوگه را دوباره بالا می‌برد، برای همین دفع سریع‌تر مدفوع نوزاد باعث پایین آمدن سطح بیلی‌روبین می‌شود. این‌که باکتری‌های رودهٔ نوزاد نسبت به بزرگسالان کمتر است، علت روشن‌تر بودن رنگ مدفوع نوزادان نسبت به بزرگسالان محسوب می‌شود. طول عمر گلبول‌های قرمز نوزادان، از افراد بزرگسال کوتاه‌تر است و غلظت هموگلوبین نوزادان از افراد بزرگسال بالاتر؛ در نتیجه بار تحمیل‌شده به کبد نوزاد برای دفع، بیش از افراد بزرگ‌سال می‌شود. در ضمن آنزیم‌های کبدی لیگاندین و گلوکورونیل ترانسفراز هم نسبت به بزرگسالان سطح پایین‌تری دارند و همگی این عوامل باعث می‌شود که سطح بیلی‌روبین نوزاد بالاتر از افراد بزرگ‌سال باشد.

## تشخیص
معاینهٔ نوزاد باید در نور روز انجام گیرد و نوزاد باید برهنه باشد. می‌توان با انگشت شست روی پوست نوزاد کمی فشار آورد تا سرخی پوست، بی‌رنگ گردد و بی‌درنگ پس از برداشتن انگشت به رنگ پوست نوزاد زیر انگشت توجه نمود که آیا زرد است یا خیر. اولین جایی که زردی قابل مشاهده است، زیر زبان و صلبیه چشم است. زردی از سوی صورت شروع به نمایان شدن می‌کند و با بالا رفتن مقدار بیلی‌روبین، به سمت پاها گسترش پیدا می‌کند (قانون کرامر)، یعنی اگر فقط صورت زرد باشد، بیلی‌روبین بین ۵ تا ۷ است، بالای سینه تا ناف حدود ۱۰، تا پایین شکم ۱۵ و تا نوک پا ۲۰ میلی‌گرم بر دسی‌لیتر. 

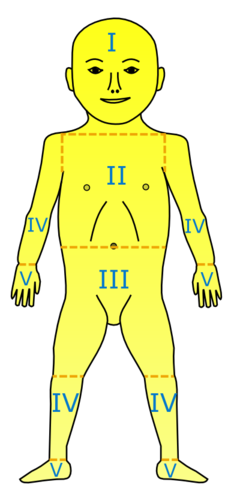
قانون کرامر

 باید آزمایش سطح بیلی‌روبین خون اورژانس (یعنی طی دو ساعت) در تمام نوزادانی که زردی روز اول دارند انجام شود و هر ۶ ساعت تکرار گردد تا زمانی که ثابت یا پایین‌رونده شود. انجام آزمایش سطح بیلی‌روبین به صورت روتین برای نوزادانی که زردی مشهود ندارند، اشتباه است.

### تجهیزات تشخیصی
بیلی‌روبینومتر پوستی برای تعیین سطح بیلی‌روبین در نوزادان بالای ۳۵ هفته کارایی دارد، البته باید سن نوزاد از ۲۴ ساعت بیشتر باشد. اگر میزان بیلی‌روبین از ۱۴٫۶ میلیگرم بر دسی‌لیتر (۲۵۰ میکرو مول بر لیتر) بیشتر بود، لازم می‌شود که مستقیماً بیلی‌روبین خون را اندازه بگیریم. در زردی مشهود روز اول، همیشه لازم است که بیلی‌روبین خون مستقیماً اندازه‌گیری شود. در تمام نوزادان زیر ۳۵ هفته از اندازه‌گیری مستقیم بیلی‌روبین استفاده می‌شود.
در استفاده از ایکتیومتر اینگرام، قطعه‌ای از پلاستیک شفاف را روی بینی نوزاد فشار می‌دهند و رنگ زیر قطعه شفاف را با پنج نوار زرد رنگ که درجات مختلفی از زردی را نشان می‌دهند مقایسه می‌کنند، رنگ پوست نزدیکتر به هرکدام که بود، معرف یک سطح خونی از بیلی‌روبین است. مطابق بررسی‌های جدید این وسیله غیرقابل اعتماد است و نباید استفاده شود.
واکنش واندربرگ شایع‌ترین روش شناسایی بیلی‌روبین در مایعات بدن است. طی این واکنش، بیلی‌روبین با سولفانیلیک اسید دیازوتیزه ترکیب می‌شود و پیرول‌های رنگی تولید می‌کند. بیلی‌روبین مستقیم نشان‌دهندهٔ قسمت کونژوگهٔ محلول در آب است و بیلی‌روبین غیرمستقیم، نشان‌دهندهٔ قسمت غیر کونژوگه. البته در مقایسه با روش‌های دقیق‌تری مثل کروماتوگرافی مایع، واکنش واندربرگ دقیق نیست و بیلی‌روبین کونژوگه را کمی بیشتر از واقع نشان می‌دهد، اما از نظر بالینی، کارآمد است.
برای بیان میزان بیلی‌روبین در پزشکی بالینی یا از واحد میلی‌گرم بر دسی‌لیتر (mg/dl) یا از واحد میکرومول بر لیتر (µmol/L) استفاده می‌شود. تبدیل میکرومول بر لیتر به میلی‌گرم بر دسی‌لیتر از راه تقسیم کردن به ضریب ۱۷٫۱ امکان‌پذیر است.

۱ میلی‌گرم بر دسی‌لیتر (mg/dl) بیلی‌روبین  = ۱۷٫۱ میکرومول بر لیتر (µmol/L)

### آزمایش‌های لازم
اندازه‌گیری سطح بیلی‌روبین خون، آزمایش خون، گروه خونی و Rh نوزاد و مادر، تعیین سطح گلوکز ۶-فسفات دهیدروژناز، کشت خون و ادرار و مایع مغزی نخاعی در موارد خاص و تست کومبس مستقیم (DAT), آزمایش‌هایی هستند که در همهٔ نوزادان مبتلا به زردی انجام می‌شوند.

### پیش‌بینی
اندازه گرفتن بیلی‌روبین بند ناف، میزان دی‌اکسید کربن در هوای بازدمی و تست کومبس مستقیم خون بند ناف هیچ‌کدام در پیش‌بینی هیپربیلی‌روبینمی آینده مؤثر نیست.

### دسته‌بندی تشخیصی
|  |  |          |          |          |          |          |          |           |           |           |           |           |           |                      |                      |                      |                      |                      |                      |                         |                         |                         |                         | زردی نوزادان            |                         |  |  |      |      |      |      |      |      |                   |                   |                   |                   |                   |                   |         |         |         |         |         |         |  |  |  |  |  |  |  |  |  |  |  |  |  |  |  |  |  |  |  |  |
|  |  |          |          |          |          |          |          |           |           |           |           |           |           |                      |                      |                      |                      |                      |                      |                         |                         |                         |                         |                         |                         |  |  |      |      |      |      |      |      |                   |                   |                   |                   |                   |                   |         |         |         |         |         |         |  |  |  |  |  |  |  |  |  |  |  |  |  |  |  |  |  |  |  |  |
|  |  |          |          |          |          |          |          |           |           |           |           |           |           |                      |                      |                      |                      |                      |                      |                         |                         |                         |                         |                         |                         |  |  |      |      |      |      |      |      |                   |                   |                   |                   |                   |                   |         |         |         |         |         |         |  |  |  |  |  |  |  |  |  |  |  |  |  |  |  |  |  |  |  |  |
|  |  |          |          |          |          |          |          |           |           |           |           |           |           | بیلی‌روبین غیرکونژوگه | بیلی‌روبین غیرکونژوگه | بیلی‌روبین غیرکونژوگه | بیلی‌روبین غیرکونژوگه | بیلی‌روبین غیرکونژوگه | بیلی‌روبین غیرکونژوگه |                         |                         |                         |                         |                         |                         |  |  |      |      |      |      |      |      | بیلی‌روبین کونژوگه | بیلی‌روبین کونژوگه | بیلی‌روبین کونژوگه | بیلی‌روبین کونژوگه | بیلی‌روبین کونژوگه | بیلی‌روبین کونژوگه |         |         |         |         |         |         |  |  |  |  |  |  |  |  |  |  |  |  |  |  |  |  |  |  |  |  |
|  |  |          |          |          |          |          |          |           |           |           |           |           |           | بیلی‌روبین غیرکونژوگه | بیلی‌روبین غیرکونژوگه | بیلی‌روبین غیرکونژوگه | بیلی‌روبین غیرکونژوگه | بیلی‌روبین غیرکونژوگه | بیلی‌روبین غیرکونژوگه |                         |                         |                         |                         |                         |                         |  |  |      |      |      |      |      |      | بیلی‌روبین کونژوگه | بیلی‌روبین کونژوگه | بیلی‌روبین کونژوگه | بیلی‌روبین کونژوگه | بیلی‌روبین کونژوگه | بیلی‌روبین کونژوگه |         |         |         |         |         |         |  |  |  |  |  |  |  |  |  |  |  |  |  |  |  |  |  |  |  |  |
|  |  |          |          |          |          |          |          |           |           |           |           |           |           |                      |                      |                      |                      |                      |                      |                         |                         |                         |                         |                         |                         |  |  |      |      |      |      |      |      |                   |                   |                   |                   |                   |                   |         |         |         |         |         |         |  |  |  |  |  |  |  |  |  |  |  |  |  |  |  |  |  |  |  |  |
|  |  |          |          |          |          |          |          | پاتولوژیک | پاتولوژیک | پاتولوژیک | پاتولوژیک | پاتولوژیک | پاتولوژیک |                      |                      |                      |                      |                      |                      | زردی فیزیولوژیک نوزادان | زردی فیزیولوژیک نوزادان | زردی فیزیولوژیک نوزادان | زردی فیزیولوژیک نوزادان | زردی فیزیولوژیک نوزادان | زردی فیزیولوژیک نوزادان |  |  | کبدی | کبدی | کبدی | کبدی | کبدی | کبدی |                   |                   |                   |                   |                   |                   | پس کبدی | پس کبدی | پس کبدی | پس کبدی | پس کبدی | پس کبدی |  |  |  |  |  |  |  |  |  |  |  |  |  |  |  |  |  |  |  |  |
|  |  |          |          |          |          |          |          | پاتولوژیک | پاتولوژیک | پاتولوژیک | پاتولوژیک | پاتولوژیک | پاتولوژیک |                      |                      |                      |                      |                      |                      | زردی فیزیولوژیک نوزادان | زردی فیزیولوژیک نوزادان | زردی فیزیولوژیک نوزادان | زردی فیزیولوژیک نوزادان | زردی فیزیولوژیک نوزادان | زردی فیزیولوژیک نوزادان |  |  | کبدی | کبدی | کبدی | کبدی | کبدی | کبدی |                   |                   |                   |                   |                   |                   | پس کبدی | پس کبدی | پس کبدی | پس کبدی | پس کبدی | پس کبدی |  |  |  |  |  |  |  |  |  |  |  |  |  |  |  |  |  |  |  |  |
|  |  |          |          |          |          |          |          |           |           |           |           |           |           |                      |                      |                      |                      |                      |                      |                         |                         |                         |                         |                         |                         |  |  |      |      |      |      |      |      |                   |                   |                   |                   |                   |                   |         |         |         |         |         |         |  |  |  |  |  |  |  |  |  |  |  |  |  |  |  |  |  |  |  |  |
|  |  | همولیتیک | همولیتیک | همولیتیک | همولیتیک | همولیتیک | همولیتیک |           |           |           |           |           |           | غیرهمولیتیک          | غیرهمولیتیک          | غیرهمولیتیک          | غیرهمولیتیک          | غیرهمولیتیک          | غیرهمولیتیک          |                         |                         |                         |                         |                         |                         |  |  |      |      |      |      |      |      |                   |                   |                   |                   |                   |                   |         |         |         |         |         |         |  |  |  |  |  |  |  |  |  |  |  |  |  |  |  |  |  |  |  |  |

## درمان

### آستانه‌های درمان؛ ۳۸ هفته بارداری یا بالاتر
گرچه هر بیماری ایجادکننده زردی در نوزادان باید به صورت اختصاصی درمان گردد، اما طی ساعت‌های اول زندگی نوزاد آستانه‌هایی برای دخالت درمانی تعریف شده که صرف نظر از بیماری ایجاد کننده، راهنمای درمان بالا رفتن بیلی‌روبین در نوزادان می‌باشد. جدول زیر برای نوزادانی که ۳۸ هفته یا بالاتر به دنیا آمده‌اند صدق می‌کند.
هنگام کار با این جدول باید توجه کنیم که مقادیر بیلی‌روبین کونژوگه را نباید از میزان کل بیلی‌روبین کم کرد.
| سن بر حسب ساعت | میزان بیلی‌روبین (برحسب میکرومول بر لیتر)   | میزان بیلی‌روبین (برحسب میکرومول بر لیتر)                           | میزان بیلی‌روبین (برحسب میکرومول بر لیتر) | میزان بیلی‌روبین (برحسب میکرومول بر لیتر) |
| -------------- | ------------------------------------------ | ------------------------------------------------------------------ | ---------------------------------------- | ---------------------------------------- |
| ۰              |                                            |                                                                    | > ۱۰۰                                    | > ۱۰۰                                    |
| ۶              | > ۱۰۰                                      | > ۱۱۲                                                              | > ۱۲۵                                    | > ۱۵۰                                    |
| ۱۲             | > ۱۰۰                                      | > ۱۲۵                                                              | > ۱۵۰                                    | > ۲۰۰                                    |
| ۱۸             | > ۱۰۰                                      | > ۱۳۷                                                              | > ۱۷۵                                    | > ۲۵۰                                    |
| ۲۴             | > ۱۰۰                                      | > ۱۵۰                                                              | > ۲۰۰                                    | > ۳۰۰                                    |
| ۳۰             | > ۱۱۲                                      | > ۱۶۲                                                              | > ۲۱۲                                    | > ۳۵۰                                    |
| ۳۶             | > ۱۲۵                                      | > ۱۷۵                                                              | > ۲۲۵                                    | > ۴۰۰                                    |
| ۴۲             | > ۱۳۷                                      | > ۱۸۷                                                              | > ۲۳۷                                    | > ۴۵۰                                    |
| ۴۸             | > ۱۵۰                                      | > ۲۰۰                                                              | > ۲۵۰                                    | > ۴۵۰                                    |
| ۵۴             | > ۱۶۲                                      | > ۲۱۲                                                              | > ۲۶۲                                    | > ۴۵۰                                    |
| ۶۰             | > ۱۷۵                                      | > ۲۲۵                                                              | > ۲۷۵                                    | > ۴۵۰                                    |
| ۶۶             | > ۱۸۷                                      | > ۲۳۷                                                              | > ۲۸۷                                    | > ۴۵۰                                    |
| ۷۲             | > ۲۰۰                                      | > ۲۵۰                                                              | > ۳۰۰                                    | > ۴۵۰                                    |
| ۷۸             |                                            | > ۲۶۲                                                              | > ۳۱۲                                    | > ۴۵۰                                    |
| ۸۴             |                                            | > ۲۷۵                                                              | > ۳۲۵                                    | > ۴۵۰                                    |
| ۹۰             |                                            | > ۲۸۷                                                              | > ۳۳۷                                    | > ۴۵۰                                    |
| بیش از ۹۶      |                                            | > ۳۰۰                                                              | > ۳۵۰                                    | > ۴۵۰                                    |
| درمان          | تکرار اندازه‌گیری بیلی‌روبین در ۶ تا ۱۲ ساعت | آماده‌سازی برای فوتوتراپی و تکرار اندازه‌گیری بیلی‌روبین در طی ۶ ساعت | فوتوتراپی                                | تعویض خون                                |

### آستانهٔ فوتوتراپی در نوزادان زیر ۳۸ هفته بارداری
سال‌هاست که فرمول زیر برای تخمین آستانهٔ درمان فوتوتراپی در کتاب‌های مرجع پزشکی کودکان ذکر می‌شود:

۱۰۰ - (سن بارداری بر اساس هفته ضرب در ۱۰)  = بیلی‌روبین آستانه بر اساس میکرومول بر لیتر (µmol/L)

در واقع این فرمول برای نوزادان با سن ۷۲ ساعت و بزرگ‌تر قابل استفاده است، اما برای نوزادانی که کمتر از آن سن دارند، بهتر است که آستانهٔ پایین‌تری از فرمول بالا در نظر گرفته شود. برای تعیین میزان آستانه، برای نوزادان نارس زیر ۷۲ ساعت، منحنی‌های مخصوصی وجود دارد که برای هر سن بارداری، حدود خاصی را طی ۷۲ ساعت اول مشخص می‌کند که در مراجع تخصصی قابل دسترسی است. قطع فوتوتراپی هنگامی توصیه می‌شود که میزان بیلی‌روبین به ۵۰ میکرومول بر لیتر پایین‌تر از آستانهٔ فوتوتراپی برسد و نیز هنگامی که میزان بیلی‌روبین به ۵۰ میکرومول بر لیتر پایین‌تر از آستانهٔ تعویض خون برسد می‌توان فوتوتراپی چندگانه را به فوتوتراپی تک‌لامپی تبدیل نمود. امکان برگشت سطح بالای بیلی‌روبین وجود دارد که در نتیجه باید طی ۱۲ تا ۱۸ ساعت، سطح بیلی‌روبین مجدداً بررسی شود.

### آستانهٔ تعویض خون در نوزادان زیر ۳۸ هفته بارداری
همانند فوتوتراپی این نوزادان، فرمول سنتی کتاب‌های مرجع در نوزادان ۷۲ ساعت یا بزرگتر صدق می‌کند و برای زیر ۷۲ ساعت باید به نمودارهای اختصاصی آن مراجعه نمود.

سن بارداری بر اساس هفته ضرب در ۱۰  = بیلی‌روبین آستانه برای تعویض خون بر اساس میکرومول بر لیتر (µmol/L)

### فوتوتراپی

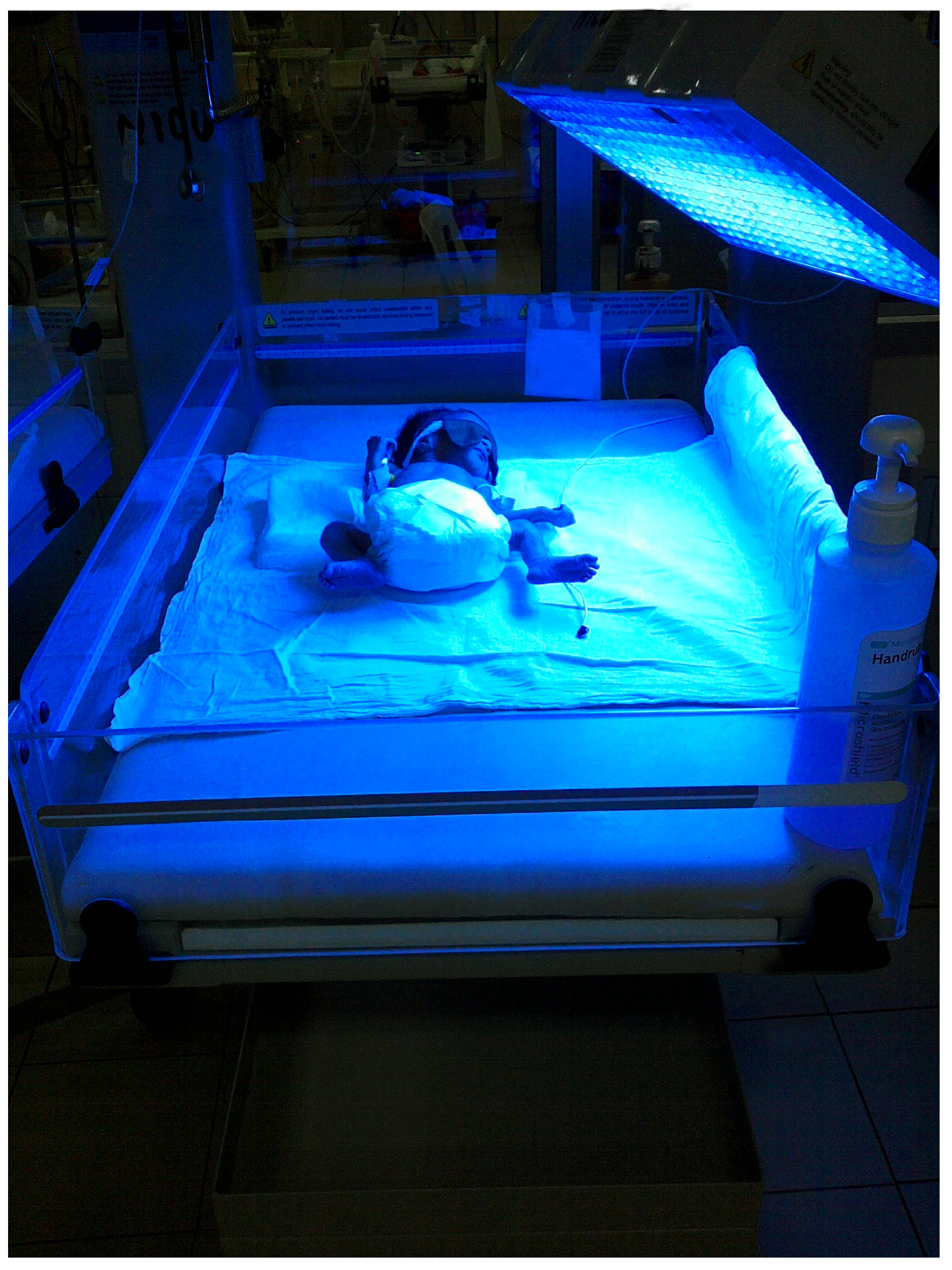
فوتوتراپی با نور آبی

با تاباندن نور به پوست نوزادانی که دچار بالا رفتن بیلی‌روبین غیرمستقیم شده‌اند، فوتوایزومرهایی به وجود می‌آیند که قابلیت دفع بیشتری دارند و باعث پایین آمدن سطح بیلی‌روبین می‌شوند.

### تعویض خون
در تعویض خون دو برابر حجمی، کل خون نوزاد با دو برابر حجمش از خون مادر تعویض می‌گردد. در این روش از راه ورید نافی به ازای هر کیلوگرم وزن نوزاد، ۷۵ تا ۱۷۰ میلی‌لیتر از خون مادر مورد استفاده قرار می‌گیرد. در زمان انجام تعویض خون نباید فوتوتراپی را قطع نمود و به‌صورت روتین نباید کلسیم وریدی داد، مگر این‌که نیاز به کلسیم به‌صورت مستقل ثابت شود.

### روش‌های درمانی متفرقه

#### طب سنتی
عصاره تام شیرخشت ترنجبین و گیاهان پزشکی سنتی چینی (درمنه اسکوپاریا) هنوز از سوی منابع مرجع پزشکی واجد تأثیر درمانی شناخته نشده‌اند.

#### پزشکی مدرن و آخرین پژوهش‌ها
ایمونوگلوبولین وریدی (IVIG)، در کنار فوتوتراپی برای نوزادانی که ناسازگاری Rh یا ABO دارند می‌تواند به‌کار رود، اما استفاده از باربیتوراتها، کلستیرامین و پنی سیلامین توصیه نمی‌شود. شاید در آینده اثبات شود که کلوفیبرات در پایین آوردن بیلی‌روبین نوزادان کارآمد است، اما هنوز در مراجع پزشکی به‌رسمیت شناخته نشده‌است.

### پیشگیری
برای این‌که نوزاد دچار زردی نشود و در صورت ابتلا، سریع‌تر بهبود یابد، برای نوزادانی که شیر مادر می‌خورند توصیه می‌شود که تعداد دفعات شیر دادن بین هشت تا ۱۲ بار در چند روز اول پس از تولد باشد، نوزادانی که ناچار به استفاده از شیرخشک هستند هر دو تا سه ساعت، حدود سی تا شصت سی‌سی شیر به نوزاد بدهند. این‌که به‌صورت روتین به همهٔ نوزادان، آب یا آب قند بدهند درست نیست.
با توجه به اینکه سفتریاکسون با بیلی‌روبین برای وصل شدن به آلبومین رقابت می‌کند، تجویز سفتریاکسون به نوزاد دچار زردی به رسوب بیلی‌روبین در مغز منجر می‌شود؛ در نتیجه تجویز سفتریاکسون به نوزادان مبتلا به زردی ممنوع است.

## همه‌گیرشناسی

### میزان شیوع
تمام نوزادانی که به دنیا می‌آیند، دچار درجاتی از بالا رفتن سطح بیلی‌روبین خون می‌شوند (یعنی بیش از ۲ میلیگرم بر دسی‌لیتر)، اما تنها نیمی از نوزادان ترم زردی قابل مشاهده پیدا می‌کنند که در سطح بالای ۵ میلی‌گرم بر دسی‌لیتر قابل مشاهده است. درصد زردی در نوزادان نارس به ۸۰٪ کل نوزادان می‌رسد.

### عوامل مستعد کننده
نوزادانی که خطر بالارفتن شدید بیلی‌روبین در آن‌ها بیشتر است شامل موارد زیر هستند:
- نوزادان نارس (زیر ۳۸ هفته)[۲۳]
- وجود سابقهٔ فوتوتراپی در بستگان[۲۳]
- تصمیم قطعی مادر برای شیردهی نوزاد و عدم استفاده از شیرخشک[۲۳]
- زردی مشهود در ۲۴ ساعت اول[۲۳]
- ناسازگاری ABO و مثبت بودن تست کومبس[۲۱]
- فاویسم[۲۱]
- سفال‌هماتوم‌ها[ی ۲۵] یا خون‌مردگی‌های بزرگ پوستی[۲۱]
- نژاد آسیایی شرقی[۲۱]

## زردی فیزیولوژیک نوزادان
زردی فیزیولوژیک نوزادان یا یرقان فیزیولوژیک نوزادان، نوعی از افزایش بیلی‌روبین غیرکونژوگه در خون نوزادان است که در نتیجه افزایش تولید بیلی‌روبین، افزایش توده گلبولهای قرمز، عمر کوتاه گلبول‌های قرمز و نارسایی لیگاندین و گلوکورونیل ترانسفراز و افزایش گردش روده‌ای - کبدی (انتروهپاتیک) است. زردی فیزیولوژیک از روز دوم یا سوم زندگی شروع می‌شود و حدوداً در روز چهارم یا پنجم به حداکثر می‌رسد. زردی فیزیولوژیک بسیار شایع، و معمولاً بی‌آزار است و همراه با هیچ بیماری‌ای نمی‌باشد. در نوزادان ترم تا دو هفته و در نوزادان زودرس حداکثر تا سه هفته ادامه پیدا می‌کند. در نوزادان زودرس حداکثر بیلی‌روبین در روز پنجم تولد است. این تشخیص پس از رد کردن علل مهم‌تر یرقان مثل همولیز، عفونت یا بیماری‌های متابولیک داده می‌شود. فراوانی زردی فیزیولوژیک در کودکانی که شیر مادر می‌خورند بالاتر از نوزادانی است که شیر خشک مصرف می‌کنند، اما این یافته دلیلی برای قطع شیردهی مادر نیست.
ویژگی‌های زردی فیزیولوژیک
- هیچ‌گاه در روز اول تولد نیست. هرگونه زردی که در این روز وجود داشته باشد، نشان می‌دهد که یک بیماری آن را ایجاد نموده‌است و نه روندی فیزیولوژیک.[۲۴]
- در نوزادان ترم بیلی‌روبین غیرمستقیم حداکثر ۱۲ میلی‌گرم بر دسی‌لیتر و در نوزادان زودرس حداکثر ۱۵ است.[۲۴]
- حال عمومی نوزادان خوب است.
- افزایش بیلی‌روبین کمتر از نیم میلی‌گرم در ساعت است.
- بیلی‌روبین مستقیم از ۱٫۵ میلی‌گرم بر دسی‌لیتر بالاتر نیست.
- بزرگ شدن کبد و طحال یا کم‌خونی دیده نمی‌شود.
- سرعت افزایش بیلی‌روبین در زردی فیزیولوژیک از روزی ۵ میلی‌گرم بر دسی‌لیتر بالاتر نیست.
- سقف بیلی‌روبین غیرمستقیم در یرقان فیزیولوژیک می‌تواند در نوزادانی که شیر مادر می‌خورند، بالاتر از نوزادانی باشد که شیر خشک می‌خورند (یعنی ۱۵ تا ۱۷ میلی‌گرم بر دسی‌لیتر در مقابل ۱۲ میلی‌گرم بر دسی‌لیتر).
- همان‌طور که زردی روز اول همیشه نشانهٔ بیماری است، زردی که پس از هفتهٔ دوم شروع بشود هم همیشه پاتولوژیک (همراه با بیماری) است.

اثر مثبت بیلی‌روبین
در بعضی از بررسی‌های پژوهشی، پیشنهاد شده‌است که بالا رفتن بیلی‌روبین تا سطوح زیر ۶ میلی‌گرم بر دسی‌لیتر، نه‌تنها اثر مخربی ندارد، بلکه به‌عنوان یک آنتی‌اکسیدان، از آسیب زایمانی اکسیداتیو جلوگیری می‌کند. البته در این رابطه، نظر مخالف هم ابراز شده‌است.

## تاریخچه
طی دههٔ ۱۹۵۰ میلادی، تعویض خون درمان اصلی هیپربیلیروبینمی محسوب می‌شد و تا اواخر دههٔ ۱۹۶۰ فوتوتراپی استفادهٔ گسترده‌ای پیدا نکرده بود. در دهه‌های ۱۹۸۰ و ۹۰ افزایشی دوباره در فراوانی کرن‌ایکتروس مشاهده شد که به سیاست جدید بیمارستان‌ها در مرخص نمودن سریع نوزادان تازه‌متولد و افزایش تعداد نوزادان شیر مادرخوار منسوب گشت.
تأثیر فوتوتراپی در درمان زردی نوزادان به‌صورت اتفاقی در بیمارستانی در اسکس انگلستان کشف شد. پرستاری در بخش نوزادان نارس، عمیقاً باور داشت که نوزادان بستری در بخش وی از هوای تازه و نور خورشید در فضای سبز بیمارستان بهرمند می‌شوند. گرچه این اولین اشاره به تأثیر نور در بهبود زردی نوزادان محسوب می‌شود، اما تنها هنگامی جدی گرفته شد که یک نمونه خون که قرار بود برای اندازه‌گیری میزان بیلی‌روبین به آزمایشگاه فرستاده شود، زیر نوری که از پنجره می‌تابید ماند و دیدند که نتیجه، قابل‌مقایسه با زردی مشهود بیمار نیست و مقدار بسیار پایین‌تری را نشان می‌دهد. در سال ۱۹۵۸ کرمر (به انگلیسی: Cremer) یافته‌های خود را در نشریهٔ لنست منتشر کرد، اما تا ده سال بعد هم که یک گروه پزشکی در آمریکا مسئله را مورد بررسی مستقل قرار داد استفاده از این روش همه‌گیر نشد.

## در جانوران

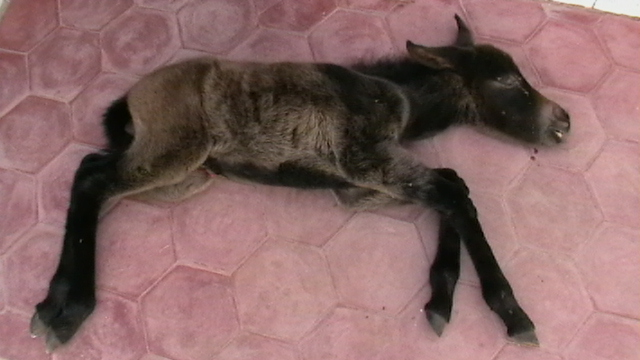
بیماری همولیتیک در یک قاطر هفت‌روزه

زردی در نوزادان جانورانی مانند اسب / قاطر و خوک دیده می‌شود که در بیشتر مواقع، دلیل بیماری همولیتیک نوزادان، ناهمخوانی RH و دیگر گروه‌های خونی است.

## معادل‌های انگلیسی
1. ↑  Term
2. ↑  Galactosemia
3. ↑  Tyrosinemia
4. ↑  Kell
5. ↑  Duffy
6. ↑  Spherocytosis
7. ↑  Ovalocytosis
8. ↑  Hyperalimentation Cholestasis
9. ↑  TORCH
10. ↑  Inspissated bile syndrome
11. ↑  Alagile syndrome
12. ↑  Byler disease
13. ↑  anti-D immunoglobulin
14. ↑  Kramer's Rule
15. ↑  Transcutaneous bilirubinometer
16. ↑  Ingram icterometer
17. ↑  Van den Bergh
18. ↑  Direct antiglobulin test or DAT = Direct Coombs test
19. ↑  Multiple phototherapy
20. ↑  single phototherapy
21. ↑  Double-volume exchange transfusion (DVET)
22. ↑  Umbilical vein
23. ↑  Pojark Manna
24. ↑  Artemisia scoparia
25. ↑  Cephalohematoma

## پی‌نوشت
1. 1 2 3 4  "Neonatal Hyperbilirubinemia". Merck Manuals Professional Edition (به انگلیسی). August 2015. Retrieved 11 December 2017.
2. 1 2 3  Kumar, RK.
3. ↑  Silbernagl S, Despopoulos A (2009). Color atlas of physiology (۶ ed.). Thieme. p. ۲۵۲. ISBN 978-3-13-545006-3.
4. 1 2  National Collaborating Centre for Women's and Children's Health، NICE Guideline for Neonatal jaundice (CG98)، ۹۹.
5. ↑  National Collaborating Centre for Women's and Children's Health، NICE Guideline for Neonatal jaundice (CG98)، ۴۹۷.
6. 1 2  Maisels, M. Jeffrey; McDonagh, Antony F. (2008-02-28). "Phototherapy for Neonatal Jaundice". New England Journal of Medicine. 358 (9): 920–928. doi:10.1056/NEJMct0708376. ISSN 0028-4793. PMID 18305267.
7. ↑  Kramer, L. I. (Fall 1969). "Advancement of dermal icterus in the jaundiced newborn". American Journal of Diseases of Children (1960). 118 (3): 454–458. doi:10.1001/archpedi.1969.02100040456007. ISSN 0002-922X. PMID 5817480.
8. ↑  National Collaborating Centre for Women's and Children's Health، NICE Guideline for Neonatal jaundice (CG98)، ۲.
9. ↑  Wing, editor-in-chief, Thomas E. Andreoli ; editors, Ivor J. Benjamin, Robert C. Griggs, Edward J. (2010). "Jaundice".  In Klaus E.Monkemuller (ed.). Andreoli and Carpenter's Cecil essentials of medicine (8th ed. ed.). Philadelphia, PA: Saunders/Elsevier. ISBN 1416061096. {{cite book}}: |access-date= requires |url= (help); |edition= has extra text (help); |first= has generic name (help)
10. ↑  National Collaborating Centre for Women's and Children's Health، NICE Guideline for Neonatal jaundice (CG98)، ۹۷ و ۹۸.
11. ↑  National Collaborating Centre for Women's and Children's Health، NICE Guideline for Neonatal jaundice (CG98)، ۶۹.
12. ↑  National Collaborating Centre for Women's and Children's Health، NICE Guideline for Neonatal jaundice (CG98)، ۳.
13. ↑  National Collaborating Centre for Women's and Children's Health، NICE Guideline for Neonatal jaundice (CG98)، ۹۸.
14. ↑  National Collaborating Centre for Women's and Children's Health، NICE Guideline for Neonatal jaundice (CG98)، ۱۰۱.
15. 1 2  National Collaborating Centre for Women's and Children's Health، NICE Guideline for Neonatal jaundice (CG98)، ۱۰۲.
16. ↑  National Collaborating Centre for Women's and Children's Health، NICE Guideline for Neonatal jaundice (CG98)، ۱۰۵.
17. ↑  National Collaborating Centre for Women's and Children's Health، NICE Guideline for Neonatal jaundice (CG98)، ۱۳۱.
18. ↑  F Ghotbi, Sh Nahidi, M Zangi (2006). "Surveying the effect of cotoneaster spp. (shir khesht) on neonatal jaundice". Pejouhesh (به انگلیسی). ۳۰ (۴): ۳۵۳–۳۶۱. Archived from the original on 15 May 2013. Retrieved 11 May 2013.{{cite journal}}:  نگهداری یادکرد:نام‌های متعدد:فهرست نویسندگان (link)
19. ↑  National Collaborating Centre for Women's and Children's Health، NICE Guideline for Neonatal jaundice (CG98)، ۱۳۸.
20. ↑  National Collaborating Centre for Women's and Children's Health، NICE Guideline for Neonatal jaundice (CG98)، ۱۴۰.
21. 1 2 3 4 5 6  SARAH K. MOERSCHEL, MD; LAUREN B. CIANCIARUSO, DO; and LLOYD R. TRACY, MD.
22. ↑  Second Meeting of the Subcommittee of the Expert Committee on the Selection and Use of Essential Medicines (WHO ) ص ۴
23. 1 2 3 4  National Collaborating Centre for Women's and Children's Health، NICE Guideline for Neonatal jaundice (CG98)، ۴۶.
24. 1 2 3 4  National Collaborating Centre for Women's and Children's Health, (UK) (2010 May). "NICE Guideline for Neonatal jaundice (CG98)" (PDF). PMID 22132434. Archived from [NICE Guideline for Neonatal jaundice (CG98) the original] on 2 December 2013. Retrieved 2 March 2013. {{cite journal}}: Cite journal requires |journal= (help); Check |url= value (help); Check date values in: |date= (help)
25. ↑  Stocker, R.; Yamamoto, Y.; McDonagh, A. F.; Glazer, A. N.; Ames, B. N. (1987-02-27). "Bilirubin is an antioxidant of possible physiological importance". Science (New York, N.Y.). 235 (4792): 1043–1046. doi:10.1126/science.3029864. ISSN 0036-8075. PMID 3029864.
26. ↑  Doğan, Murat; Peker, Erdal; Kirimi, Ercan; Sal, Ertan; Akbayram, Sinan; Erel, Ozcan; Ocak, Ali Riza; Tuncer, Oguz (Winter 2011). "Evaluation of oxidant and antioxidant status in infants with hyperbilirubinemia and kernicterus". Human & Experimental Toxicology. 30 (11): 1751–1760. doi:10.1177/0960327111401638. ISSN 1477-0903. PMID 21393350.
27. ↑  Friel, James K. "Bilirubin: Friend or Foe?" (PDF). University of Manitoba. Archived from the original (PDF) on 9 August 2014. Retrieved 26 March 2013.
28. ↑  Shekeeb Shahab, M.; Kumar, Praveen; Sharma, Neeraj; Narang, Anil; Prasad, Rajendra (Winter 2008). "Evaluation of oxidant and antioxidant status in term neonates: a plausible protective role of bilirubin". Molecular and Cellular Biochemistry. 317 (1–2): 51–59. doi:10.1007/s11010-008-9807-4. ISSN 0300-8177. PMID 18560765.
29. ↑  Dobbs, R. H.; Cremer, R. J. (1975-11-01). "Phototherapy". Archives of Disease in Childhood (به انگلیسی). 50 (11): 833–836. doi:10.1136/adc.50.11.833. ISSN 0003-9888. PMC 1545706. PMID 1108807.{{cite journal}}:  نگهداری یادکرد:فرمت پارامتر PMC (link)
30. ↑  Cremer, R.J.; Perryman, P.W.; Richards, D.H. (Summer 1958). "INFLUENCE OF LIGHT ON THE HYPERBILIRUBINÆMIA OF INFANTS". The Lancet. 271 (7030): 1094–1097. doi:10.1016/s0140-6736(58)91849-x. ISSN 0140-6736.
31. ↑  Mayer, Balázs; Zolnai, Anna; Frenyó, László V.; Jancsik, Veronika; Szentirmay, Zoltán; Hammarström, Lennart; Kacskovics, Imre (Winter 2002). "Redistribution of the sheep neonatal Fc receptor in the mammary gland around the time of parturition in ewes and its localization in the small intestine of neonatal lambs". Immunology (به انگلیسی). 107 (3): 288–296. doi:10.1046/j.1365-2567.2002.01514.x. PMC 1782797. PMID 12423304.{{cite journal}}:  نگهداری یادکرد:فرمت پارامتر PMC (link)
32. ↑  «Merck Veterinary Manual». Merck Veterinary Manual (به انگلیسی). دریافت‌شده در ۲۰۲۲-۰۸-۱۵.